# Hietzing
Hietzing Bécs XIII. kerületének elnevezése. Hietzing Meidling, Liesing, Penzing és Rudolfsheim-Fünfhaus kerületekkel határos.
A kerület magában foglalja a Bécsi-erdő egy részét, valamint a schönbrunni kastély parkját, a hajdani Hietzing területén belül. Az Osztrák–Magyar Monarchia felbomlásáig Schönbrunn szolgált a császári család nyári rezidenciájaként, így rengeteg főnemes és magas rangú hivatalnok költözött Alt-Hietzing, Lainz és Sankt Veit máig elegáns lakónegyedébe.

## Címere
A kerület címere öt részből áll: középen Hietzing, bal felső részen Hacking, jobb felső részen Sankt Veit, bal alsó részen Speising, jobb alsó részen pedig Lainz címereiből tevődik össze. Középső címerrészben a fakoronában található a Szűzanya Krisztussal, aranysugárban, akiket két angyal óv. A fa alatt négy földműves imádkozik.

## Földrajza
Hietzing Bécs nyugati kapuja. Mind a közúton, mind a vasúton érkező utas a kerületet északi oldalon a XIV. kerülettől (Penzing) elválasztó Wien folyó völgye mentén kialakult fő közlekedési tengely mentén érkezik a városba. Északkeleten a XV. kerület (Rudolfsheim-Fünfhaus) határolja, míg keleten a XII. kerülettel (Meidling) határos. A déli határ a hosszan elnyúló XXIII. kerülettel (Liesing) közös.
A kerület nyugati oldalán, a területileg igen kiterjedt (22,6 km²) Lainzer Tiergarten (Lainzi Vadaspark) található, amely télen-nyáron a bécsiek kedvelt kirándulóhelye. A vadaspark egyúttal a Bécsi-erdő (Wienerwald) része is, és így a kerület nyugati határa egyben a városhatár is.
37,69 km²-es területével Bécs harmadik legnagyobb kerülete, a város területének 9,2%-át teszi ki. A kerület legmagasabb pontja, az 508 m magas Kaltbründlberg a Lainzi Vadasparkban található. A Hornauskogel (500 m) és a Sankt Veitsberg szintén a vadaspark területére esik.
A vadaspark mellett a Schönbrunni Kastélypark, a relatíve kisebb magassága ellenére a városra kiváló kilátást nyújtó Roter Berg (262 m) parkja és számos más kisebb park jelenléte, továbbá a kerület egy részének kertvárosias jellege miatt Hietzing Bécs legzöldebb kerülete: a zöldterületek aránya 72%.

### Részei

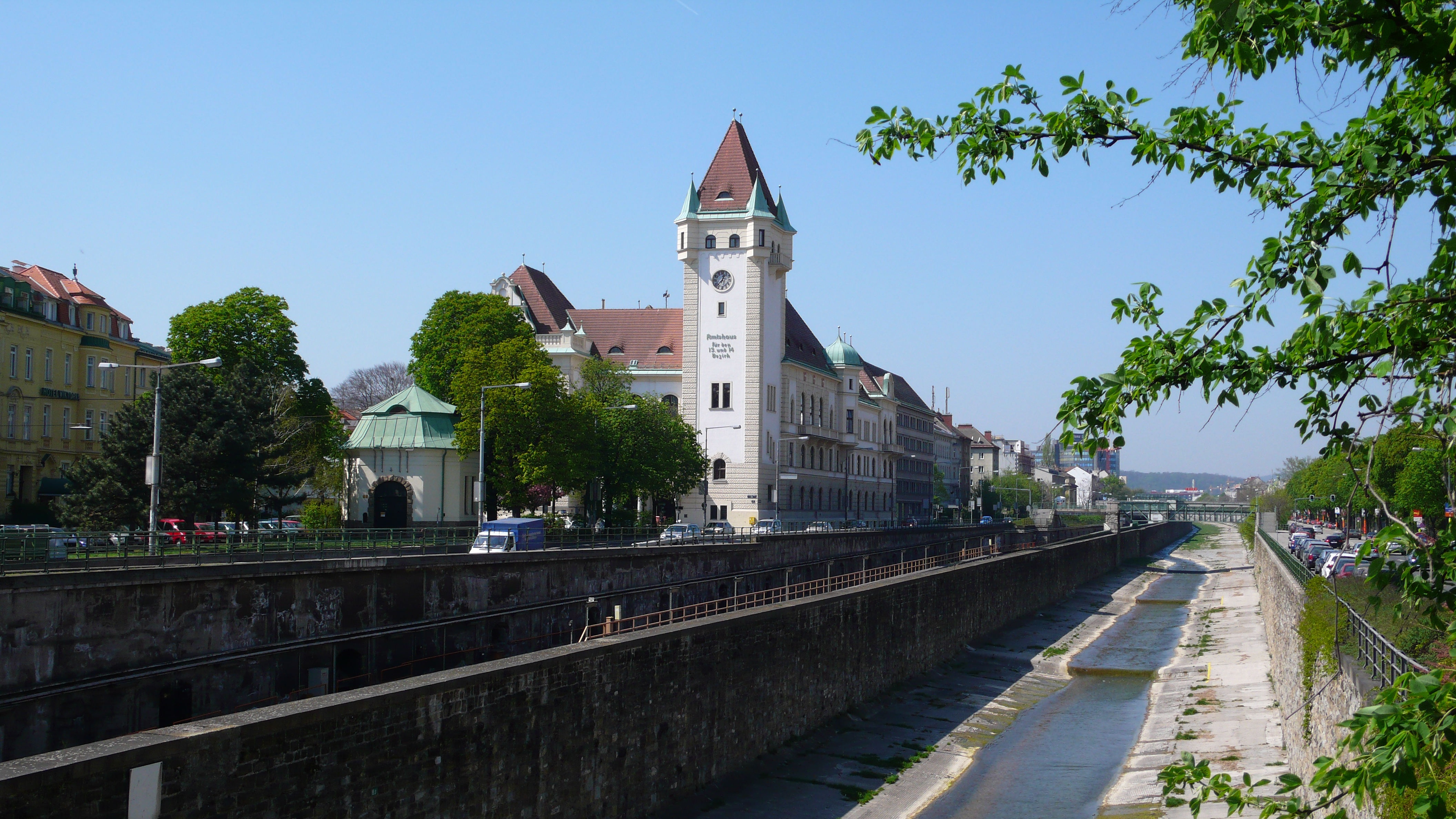
A kerületi városháza és a Wien folyó

Hagyományosan hat városrészre osztják, az ott elhelyezkedő egykori falvaknak megfelelően:
- Hietzing (Alt-Hietzing néven is ismert) északkeleten,
- Unter Sankt Veit északon,
- Ober Sankt Veit északnyugaton,
- Hacking északon,
- Lainz (a terület földrajzi központja) és
- Speising délen.

A kerület magában foglalja a Bécsi-erdőt, valamint a schönbrunni kastély parkját is.

## Története

### Egyesítése Béccsel
1890–1892-ben a mai városrészeket (ide nem értve Lainzi Vadasparkot és 1938-ig egyéb területeket), valamint a folyótól északra, a Bécs külvárosában lévő Penzinget, Breitensee-t, Baumgartent és Hütteldorfot Bécs XIII. kerületeként, Hietzing néven egyesítették.

## Népesség

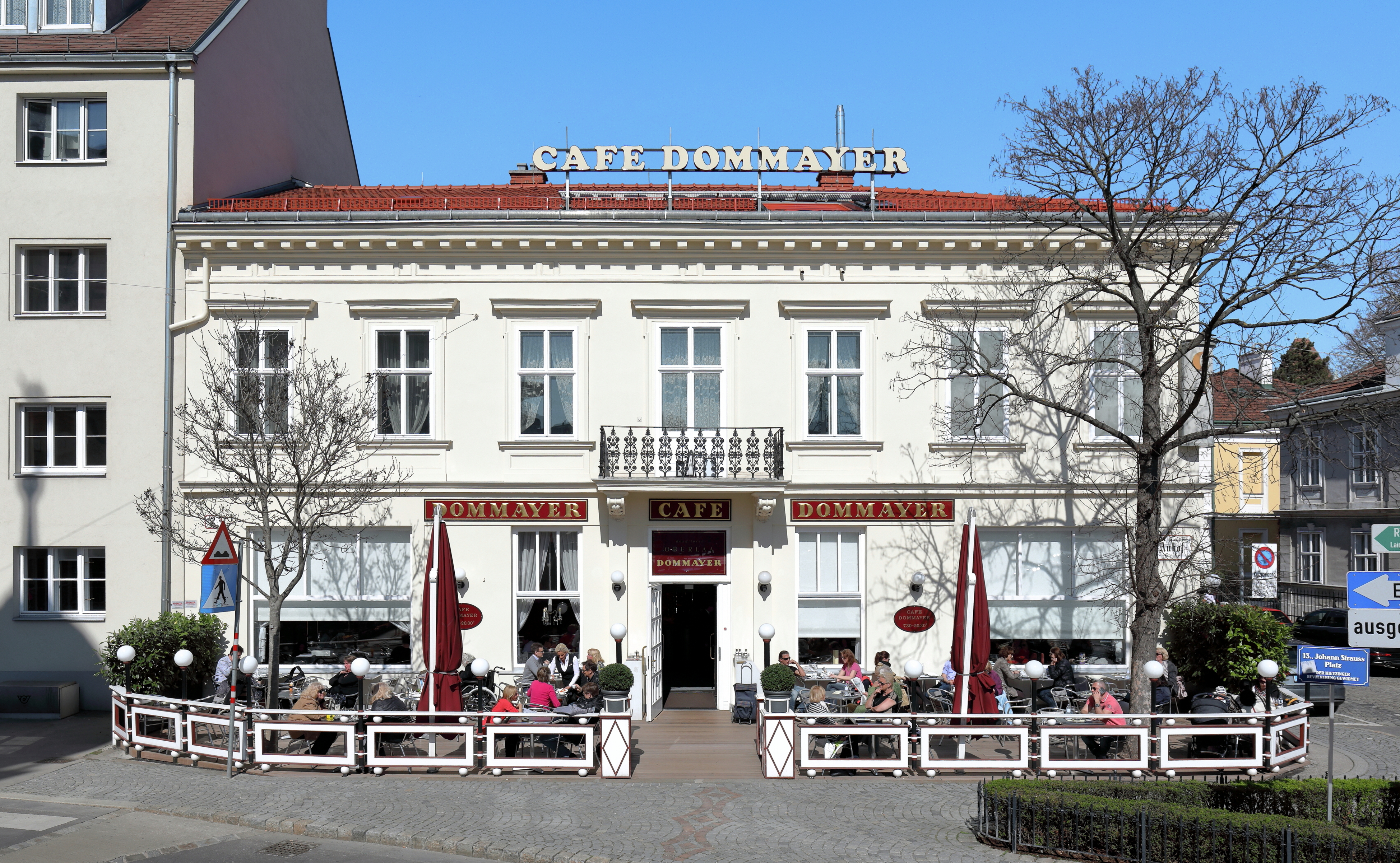
Dommayer kávéház

A népesség alakulása 1939 és 2008 között:
- 1939 : 45 813 fő
- 1951 : 46 995 fő
- 1961 : 54 191 fő
- 1971 : 57 068 fő
- 1981 : 56 331 fő
- 1991 : 54 909 fő
- 2001 : 49 574 fő
- 2008 : 51 147 fő

Életkor szerinti megoszlás (2001):
- 15 év alatti: 13,0%
- 15-59 éves korú: 56,8%
- 60 év feletti: 30,2%

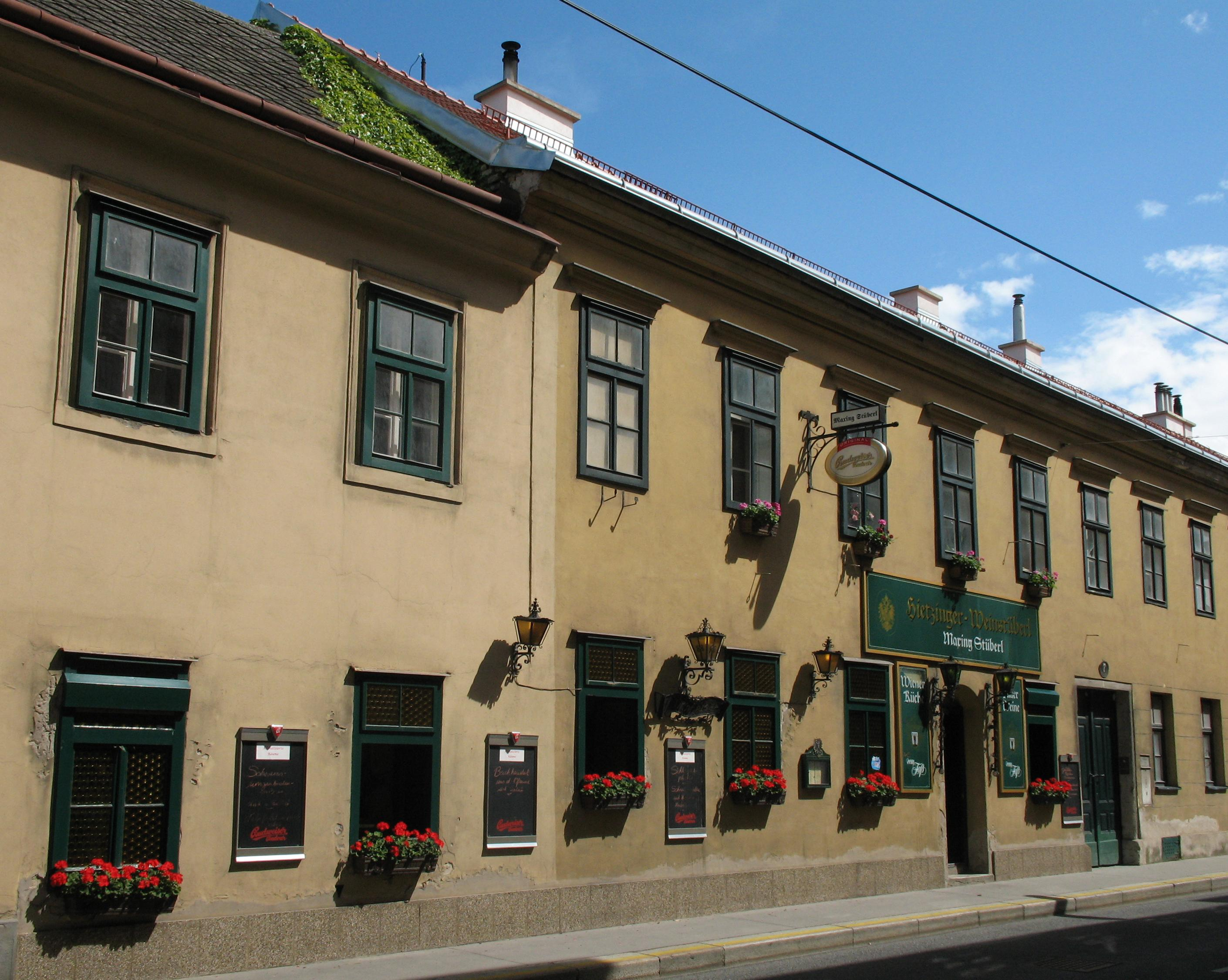
Maxing Stüberl

Etnikai megoszlás állampolgárság alapján (2005): 94,9% osztrák[forrás?], 2,1% német, 1,5% szerb és montenegrói, 0,7% lengyel, 0,5% török, 0,4% szlovák. A népesség 16,3%-a született Ausztrián kívül (2001).
Vallások: A 2001-es adatok szerint a vallási összetétel erősen eltér a bécsi átlagoktól: római katolikus 57,7%, evangélikus 7,4%, görögkeleti 2,1%, muszlim 1,7%, vallási közösséghez nem tartozó 24,5%, nem válaszolt 6,6%.

## Közlekedés
Hietzing közlekedési helyzete kapcsolatban áll elhelyezkedésével és részben kertvárosias jellegével. A Wien folyó völgye, a kerület nyugati részét alkotó Bécsi-erdő lankái és a kerület középső részén emelkedő Küniglberg meghatározza az átmenő és belső forgalom lehetséges irányait. A keleti-északkeleti oldalon pedig a hatalmas kiterjedésű schönbrunni kastélypark szorítja keretbe a közúti forgalmat.
Az óvárosi rész – kapcsolódva a Wien folyó menti közlekedési tengelyhez – játssza a fő szerepet a kerület közlekedésében. A szinte észrevétlenül a folyón átívelő Kennedybrücke egyúttal egybeépült a Hietzing metrómegállóval, valamint a közúti forgalom szempontjából is fontos. Emellett számos villamos- és buszjárat végállomása is, multimodális csomópont. Az épület maga kisebb üzleteknek (pizzasütő, édességbolt) is helyet ad.
Az innen induló buszjáratok között találunk helyi és távolsági járatokat is, melyek egy tetemes részét nem a Wiener Linien, hanem a Dr. Richard közlekedési vállalat üzemelteti.

### Közúti közlekedés

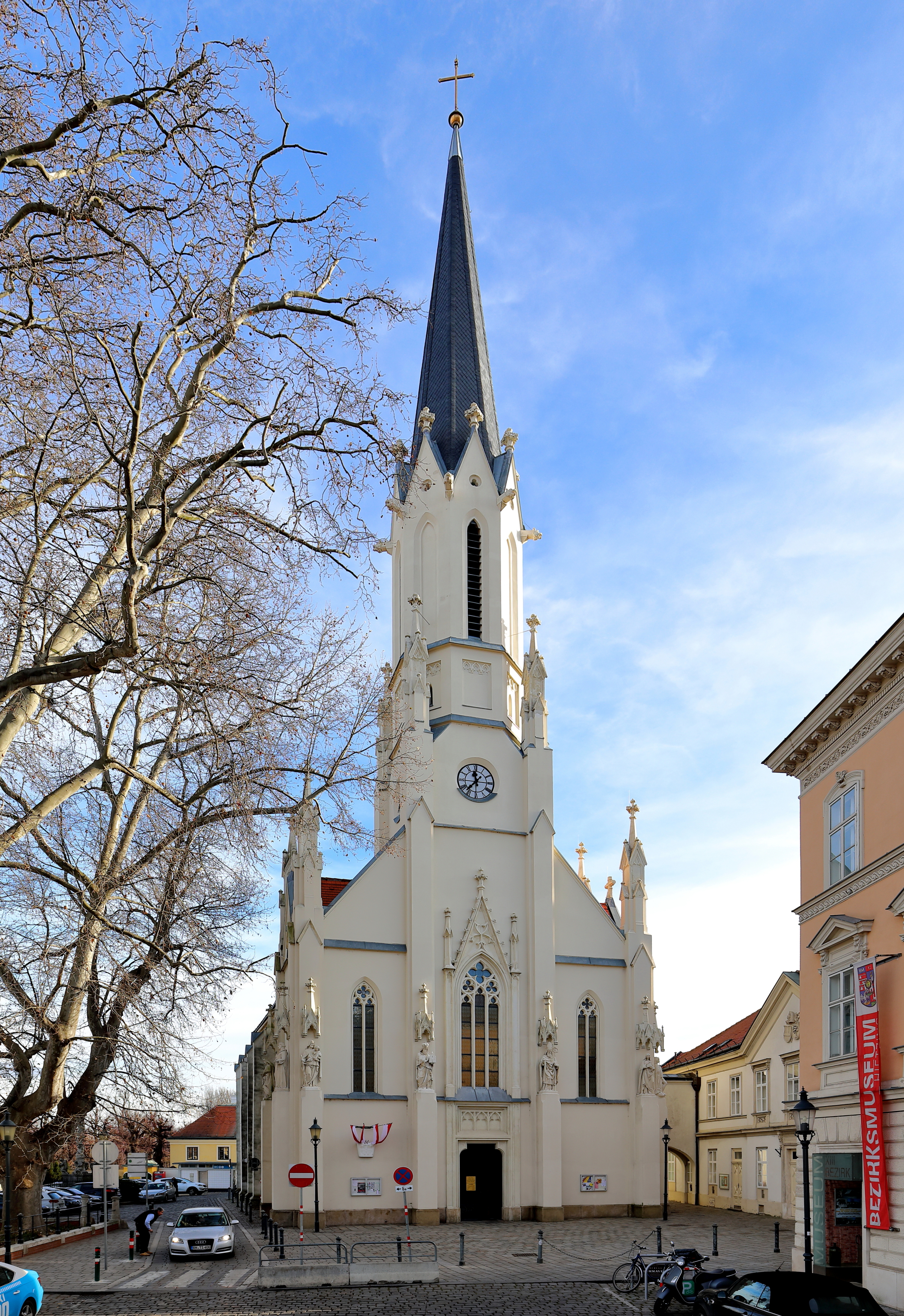
Plébániatemplom

Az egyik fontos főközlekedési út, a nyugatról a városba érkező A1-es autópálya forgalma a Wien folyó két partjára oszlik úgy, hogy a két parton egyirányú a közlekedés. A városba befelé vezető forgalom a hietzingi oldalon, a Hietzinger Kaion halad kelet felé.
A kerület főbb belső útvonalai a kelet-nyugati irányú hietzingi főutca, a Hietzinger Hauptstraße, a szintén Alt-Hietzingből délnyugati irányban kivezető, a Küniglberget megkerülő Lainzer Straße, amely keletre fordulva a déli oldalon a Fasangartengasséban folytatódik. A városrészközpontból a dombokon át, a Schönbrunni Állatkert és a Maxingpark mellett halad a Maxingstraße, amely az Elisabethalleén átkötéssel vezet rá a Stranzenberggasséra. Az utóbbi utca a fasangartengassei kereszteződésen túl a vasútvonal feletti hídon keresztül kapcsolódik a déli irányba vezető Atzgersdorferstraßéhoz.
További fontos tengelyt képez az Hetzendorferstraße–Speisingerstraße útvonal. Innen ágazik ki a Hermesstraße nyugati irányban.

### Kötöttpályás közlekedés
A kerület közlekedésében mindhárom kötöttpályás közlekedési eszköz fontos szerepet játszik.

#### Vasút
Hietzingen át halad egy fontos vasútvonal, a 900-as, amely az Ostbahnt a Westbahnhoffal, illetve Hütteldorf vasútállomással köti össze. Ez a pálya néhány helyen hosszabb szakaszokon négy-, illetve hat sínpárra oszlik, megkönnyítve ezzel a jelentős személy- és teherforgalom lebonyolítását.
Az ezen vonal forgalmát felgyorsítani hivatott, jelenleg épülő vasúti alagút, a Wienerwaldtunnel (Lainzer Tunnel) is a kerületen keresztül halad.
Szintén ezt a vasúti fővonalat használják az S80-as S-Bahn szerelvényei, melyek Wien Meidling és Hütteldorf között közlekednek. E szerelvények a kerületben Speising vasúti megállóhelyen állnak meg.

#### Metró

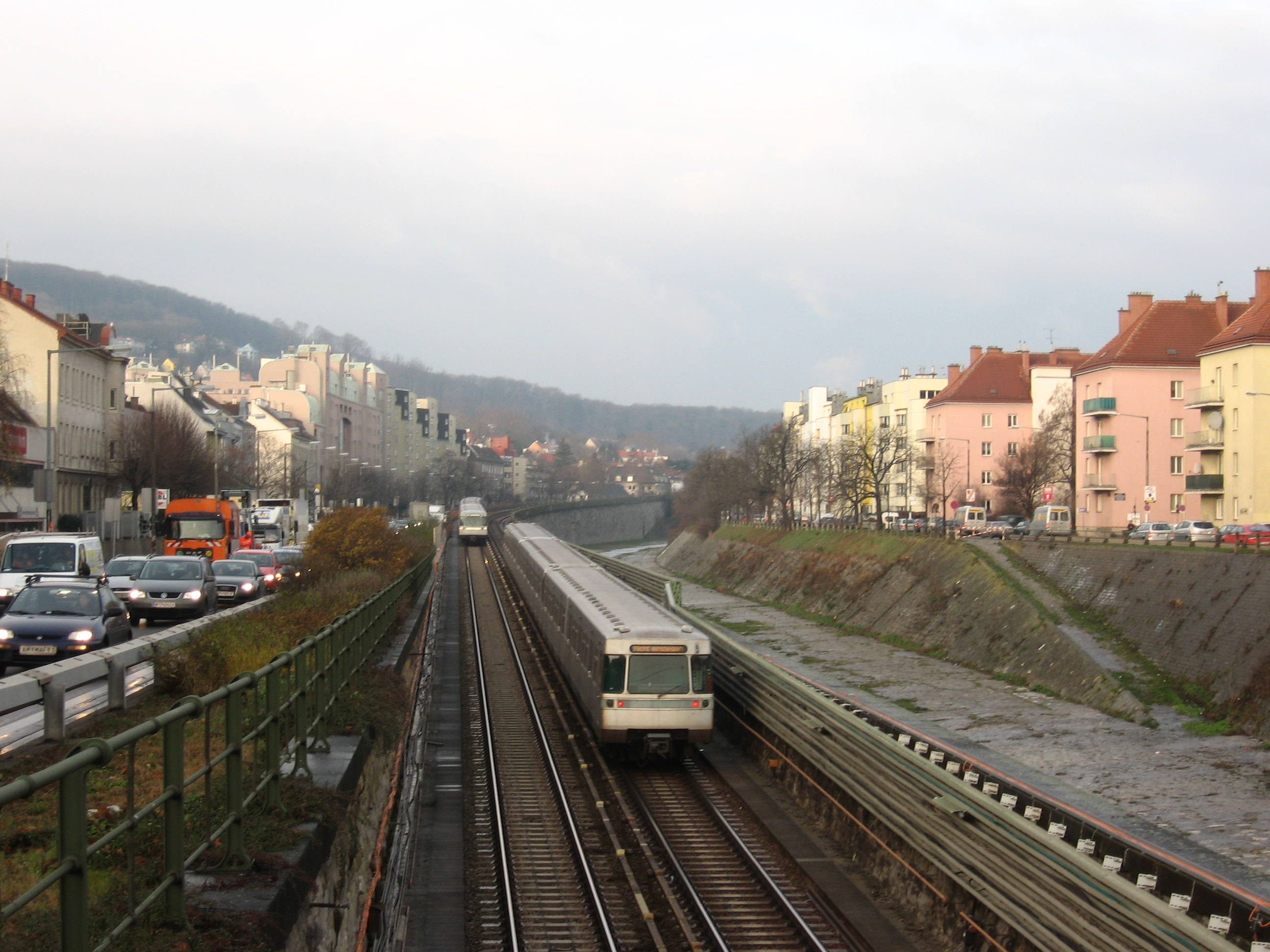
A nyugati kihajtóút és az U4 egyik vonata. Jobbra Penzing határa látszik

Hietzing északi területeinek közlekedését meghatározza a Wien folyó medre mentén kialakított, kelet-nyugati irányú U4-es metróvonal. A kerületben a legfontosabb állomása maga Hietzing metróállomás, átszállási lehetőséggel busz- és villamosjáratokra. Az állomásépület köré körforgalomként van megszervezve mind a közúti, mind pedig a villamosforgalom. A csomópont turisztikai jelentőségű is, hiszen a Schönbrunni Állatkerthez itt érdemes a metróról leszállni.
A további három fontos metróállomás nyugati irányban (a városhatár irányában, Hütteldorf felé) Braunschweiggasse, Unter St. Veit és Ober St. Veit állomások.

#### Villamosjáratok

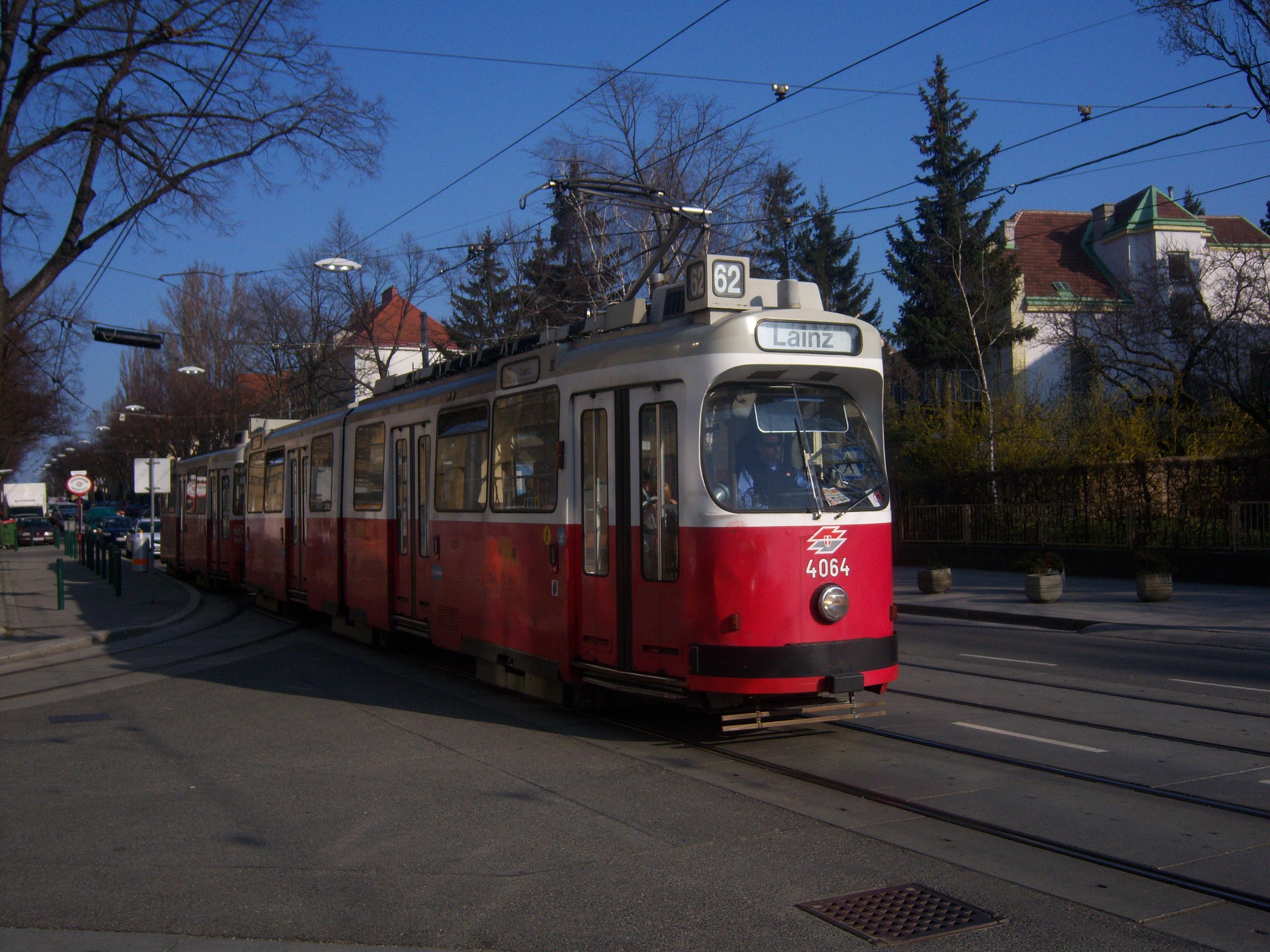
A 62-es villamos

A kerületben közlekedő villamosjáratok (dőlt betűvel a hietzingi végállomások):
- 10-es villamos Hietzing–Dornbach Güpferlingstraße (Hietzingben csak végállomás a metróállomáson)
- 58-as villamos Hummelgasse–Westbahnhof (Hummelgassétól Hietzing metróállomásig a kerületben)
- 60-as villamos Hietzing–Rodaun (Hietzing metróállomástól délnyugati irányban átszeli a kerületet)
- 62-es villamos Lainz Wolkersbergenstraße–Oper (a végállomástól Hetzendorfig szeli át nyugatról keletre a kerületet)

A kerületben van egy jelentős villamos-kocsiszín a 62-es vonalán a Wattmanngassénél (közvetlen csatlakozással a 60-as vonalhoz), amely a kerületi villamosvonalakon közlekedő szerelvényeket adja ki.

### Buszjáratok
8A (Dörfelstrasse – ORF-Zentrum Küniglberg), 51A (Ottakringer Bad – Kennedybrücke, Hietzing (U)), 53B (Unter St.Veit (U) – Hütteldorf (S) (U)), 54B (Ober St.Veit (U) – Wolkersbergenstraße – Stock im Weg – Ober St.Veit (U)) körjárat, 55B (Ober St.Veit (U) – Stock im Weg – Wolkersbergenstraße – Ober St.Veit (U)) körjárat, 56B (Hietzing (U) – Rosenhügel – Maurer Hauptplatz – Hietzing (U)) körjárat, 58B (Hietzing (U) – Atzgersdorf), 60B (Hermesstraße – Lainzer Tor), 156B (Hietzing (U) – Maurer Hauptplatz – Rosenhügel – Hietzing (U)) körjárat), 260 (Mödling – Hietzing)

## Oktatás
A kerületben mind az alap-, mind a középfokú oktatási intézményeket nagyobb számban megtaláljuk. A közoktatás az Ausztriában szokásos felosztás szerint elemi iskolákra (Volksschule, VS, 1-4. évfolyam), és nyolcosztályos gimnáziumokra, illetve más típusú középiskolákra oszlik.

### Elemi iskolák(Volksschule)
A kerületben hat állami elemi iskolát (VS Am Platz 2; Global Education Primary School, Auhofstr. 49; Waldschule, Dr.-Schober-Str. 1; VS Ober St. Veit, Hietzinger Hauptstr. 166; VS Speisingerstr. 44; VS Steinlechnergasse 5-7), valamint három magániskolát (Friedrich-Eymann-Waldorfschule, Feldmühlgasse 26; VS des Schulvereins der Dominikanerinnen, Schloßberggasse 17; Freie Waldorfschule Wien-West, Seuttergasse 29) találhatunk.

### Középiskolák
A kerület mindkét állami gimnáziuma (Bundesgymnasium, BG) jó hírű intézmény (BG Fichtnergasse, Fichtnergasse 15; BG, BRG, BWRG Wenzgasse, Wenzgasse 7). Két további állami középiskola van még, az Otto-Glöckel-Schule (más néven Mittelschule Veitingergasse, Veitingergasse 9; ide járt diákként Heinz Fischer osztrák államelnök és Helge Payer válogatott labdarúgókapus is), illetve a Bundesschülerheim Wien-Himmelhof (Realgymnasium-Unterstufe am Standort; Himmelhofgasse 17-19).
Az elemi magániskoláknál felsorolt két Waldorf-iskolának és a Dominikánusok által fenntartott intézménynek is van középiskolai része, melyek magánintézményekként működnek.

## Látnivalók, nevezetességek

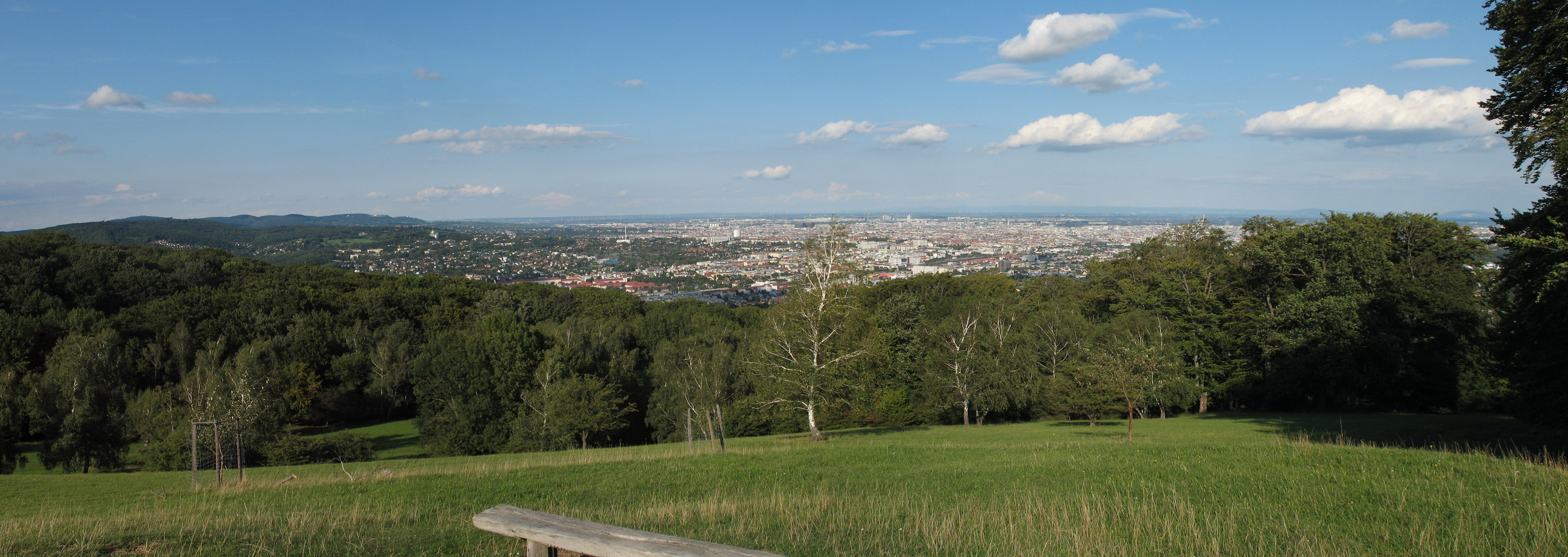
Lainzi Vadaspark, a háttérben Bécs

- Schönbrunni Kastély és kastélypark
- Bécsi Állatkert
- ORF Zentrum Küniglberg
- Római katolikus templom (Am Platz)
- Hietzing kerületi Múzeum
- Hietzingi temető (többek között Esterházy Johanna, Gustav Klimt, Otto Wagner és Franz Grillparzer nyughelye)
- Dommayer kávéház
- Gustav Klimt-villa
- Lainzi Vadaspark, benne a Hermész-villa nevű egykori császári vadászkastély
- Evangélikus templom

## Testvérvárosa
- Habikino, Japán (1995)

## Külső hivatkozások
- Hietzing Bécs honlapján